# Grumman A-6 Intruder
Il Grumman A-6 Intruder era un aereo da attacco al suolo imbarcato statunitense, il primo velivolo con capacità di attacco a bassa quota in ogni condizione meteo per eludere le difese aeree avversarie.
Costruito in circa 700 esemplari ed entrato in servizio nel 1963, combatté durante la guerra del Vietnam portando a termine azioni poco "pubblicizzate" ma molto efficaci. Almeno 59 aerei andarono distrutti in tale guerra, due dei quali abbattuti da caccia cinesi J-6 (la versione su licenza del MiG-19).
L'A-6 era una macchina da circa 25 tonnellate con un carico utile di 8.100 kg ed una velocità di oltre 1.000 km/h.
Venne ritirato dal servizio nel 1996 e venne sostituito dalle versioni da bombardamento del Grumman F-14 Tomcat e dal più moderno McDonnell Douglas F/A-18 Hornet. Il suo derivato EA-6B Prowler, concepito per la guerra elettronica, è rimasto in servizio fino al 2019 diventando tristemente noto presso il pubblico per aver causato la strage del Cermis.

## Sviluppo
Nella necessità di sostituire i bombardieri imbarcati A-3 Skywarrior, dalla prevedibile obsolescenza e dalle dimensioni non propriamente trascurabili, l'US Navy, con la sua specifica TS-149 del 1956, richiese un aereo imbarcato ogni tempo, con raggio di 1.850 km e capacità di decollo breve.
Le richieste riguardo alle capacità di attacco erano particolarmente severe, anche in seguito alla dura esperienza della guerra di Corea, dove molti degli attacchi dovettero essere eseguiti in cattive condizioni meteo e di visibilità. Alcune delle otto ditte che intervennero con i loro 11 progetti proposero addirittura dei velivoli con turboeliche, malgrado la velocità di crociera richiesta fosse di 925 km/h, ma alla fine della competizione, con l'inizio dell'esame delle proposte nel maggio del 1957 e termine già il dicembre dello stesso anno, i vari contendenti, tra cui la Douglas e la Martin, cedettero il passo al "Project 128" della Grumman, risultato dopo varie altre modifiche il vincitore, e completato in maniera definitiva nel 1959. Inizialmente esso era noto come A2F, ma la designazione, di stampo ancora legato alle procedure degli anni trenta-quaranta, sarebbe stata poi ridefinita come A-6.
Nel frattempo, con la specifica SR-195 l'USAF ebbe a che fare con il progetto Grumman, in quanto un A2F modificato nella struttura e nelle componenti elettroniche venne presentato al concorso, il cui elemento fondamentale era però l'alta velocità supersonica, requisito che determinò la vittoria dell'F-111.
Il Grumman A2F avrebbe dovuto essere considerato un caccia "century series", con la denominazione di F-112. Nel frattempo, L'US Navy ordinò 8 prototipi che vennero approntati con molta rapidità, in quanto il primo di essi volò già il 19 aprile 1960. La corsa di decollo corto era importante non tanto per l'US Navy quanto piuttosto per i Marines, che richiedevano un valore, effettivamente incredibile, di appena 245 metri a pieno carico. Per tentare di ovviare a tale richiesta, vennero montati dei turbogetti con ugello orientabile verso l'alto, ma la soluzione non era del tutto efficace. La corsa di atterraggio, oltre 2.000 metri, era inoltre già da sola troppo elevata per definire l'A2F una macchina STOL, e così il dispositivo venne abolito.
A partire dal quarto esemplare venne montata l'avionica di missione completa, e per il 1962 erano già iniziate le prove in mare, al termine delle quali il Grumman, ora ribattezzato A-6A, venne giudicato come pienamente rispondente alle specifiche originali, a parte i requisiti STOL.
La progettazione, ma soprattutto la realizzazione in un tempo tanto rapido per un velivolo tanto complesso e sofisticato, è un risultato davvero notevole: una macchina imbarcata da 25 tonnellate, pensata con criteri totalmente diversi da quanto in passato era definito come "attacco ogni tempo", era una sfida senza precedenti che venne vinta.

## Tecnica

### Struttura
Il Grumman A-6, battezzato Intruder (Intrusore), era una macchina da bombardamento bireattore, biposto, ogni tempo, con caratteristiche idonee all'impiego imbarcato e prestazioni subsoniche.
La struttura dell'Intruder era convenzionale, a parte quella strana progettazione di massima che lo voleva con un muso assai più grande e tozzo della coda, come se esso fosse una sorta di TBF Avenger a reazione, rispetto al quale effettivamente l'A-6 ricopriva molti degli stessi compiti, tra cui attacco antinave e bombardamento terrestre, ora anche con ordigni termonucleari.
La struttura era capace di sopportare un fattore di carico di 6,5 g, 5,2 con carichi asimmetrici. Possono sembrare valori modesti, ma in realtà, tenuto conto che si trattava di un bombardiere tattico, essi sono molto elevati. I materiali impiegati nella costruzione erano essenzialmente leghe d'alluminio, ed erano disposti in maniera convenzionale, senza metodologie particolarmente avanzate.
La fusoliera era massiccia, con un muso molto grosso e pesante che ospitava avionica e equipaggio, la parte centrale con serbatoi di carburante e i due motori affiancati, mentre il cono di coda era rastremato, terminando con dei piani convenzionali, sia orizzontali che verticali, entrambi assicurati alla fusoliera.
L'ala aveva una freccia moderata, 25 gradi, che l'ampia corda sembra quasi dare l'impressione che siano ancor meno, con una struttura multilongherone e una posizione alta, che dà alla capacità di carico utile un grande spazio, nonostante la ridotta apertura, per essere esercitata appieno. A metà della sua apertura è presente un meccanismo di ripiegamento delle ali, basato su una cerniera ad apertura verticale. Le superfici di controllo comprendono un bordo d'attacco a curvatura variabile grazie ad un'aletta abbassabile, e ipersostentatori semi-Fowler su quello d'uscita. Parte degli ipersostentatori ha una funzione anche di alettoni (flaperon) mentre verso le estremità alari vi sono due aerofreni a spacco, che ad un certo punto sono stati introdotti al posto di quelli di fusoliera, in seguito disattivati (a partire dal 311º esemplare).
L'abitacolo è di grandi dimensioni, e nonostante i posti affiancati offre una elevata comodità. La mancanza del requisito di dover ridurre drasticamente la sezione frontale, come in macchine supersoniche analoghe, ha consentito di dare ai piloti un abitacolo che è certamente il più spazioso e confortevole della categoria interdittori-bombardieri leggeri. Il campo visivo, grazie alla posizione elevata, è eccellente, anche se ovviamente limitato dalla disposizione a posti affiancati.
I due membri dell'equipaggio avevano a disposizione strumenti di tipo tradizionale, con schermi radar rotondi ed un piccolo HUD per il pilota, un display AVA-1 per i dati di combattimento e un gran numero di indicatori di vario genere.
Tipiche caratteristiche esterne dell'Intruder sono le due scalette di accesso all'abitacolo (una per lato), ripiegabili nello spessore della parete delle prese d'aria dei motori, e la sonda di rifornimento in volo montata di fronte all'abitacolo, non ripiegabile e leggermente inclinata verso il lato destro per permettere una miglior visibilità al pilota.

### Motori
I motori, due turbogetti assiali Pratt & Whitney J52, erano affiancati nella parte centrale della fusoliera, con gli scarichi uscenti verso la coda, alla radice del bordo d'uscita. La spinta iniziale era davvero molto modesta: inizialmente essa non superava i 3.800 kg, poi portati a 4.220. I motori, indubbiamente, rappresentano l'elemento meno prestante del progetto, sia come potenza che come tecnologia.
Le prese d'aria si trovavano nella parte bassa del muso, con una semplice struttura dotata di sezione a "D", leggermente inclinata verso il basso per seguire la curvatura della scocca della fusoliera. Dietro gli ugelli venivano situati gli aerofreni a struttura rettangolare, con due serie di fori a largo diametro. La capacità dei serbatoi ammontava a 8.873 litri, con ben 5 serbatoi da 1.500 litri sistemabili sotto le ali e la fusoliera.

### Avionica

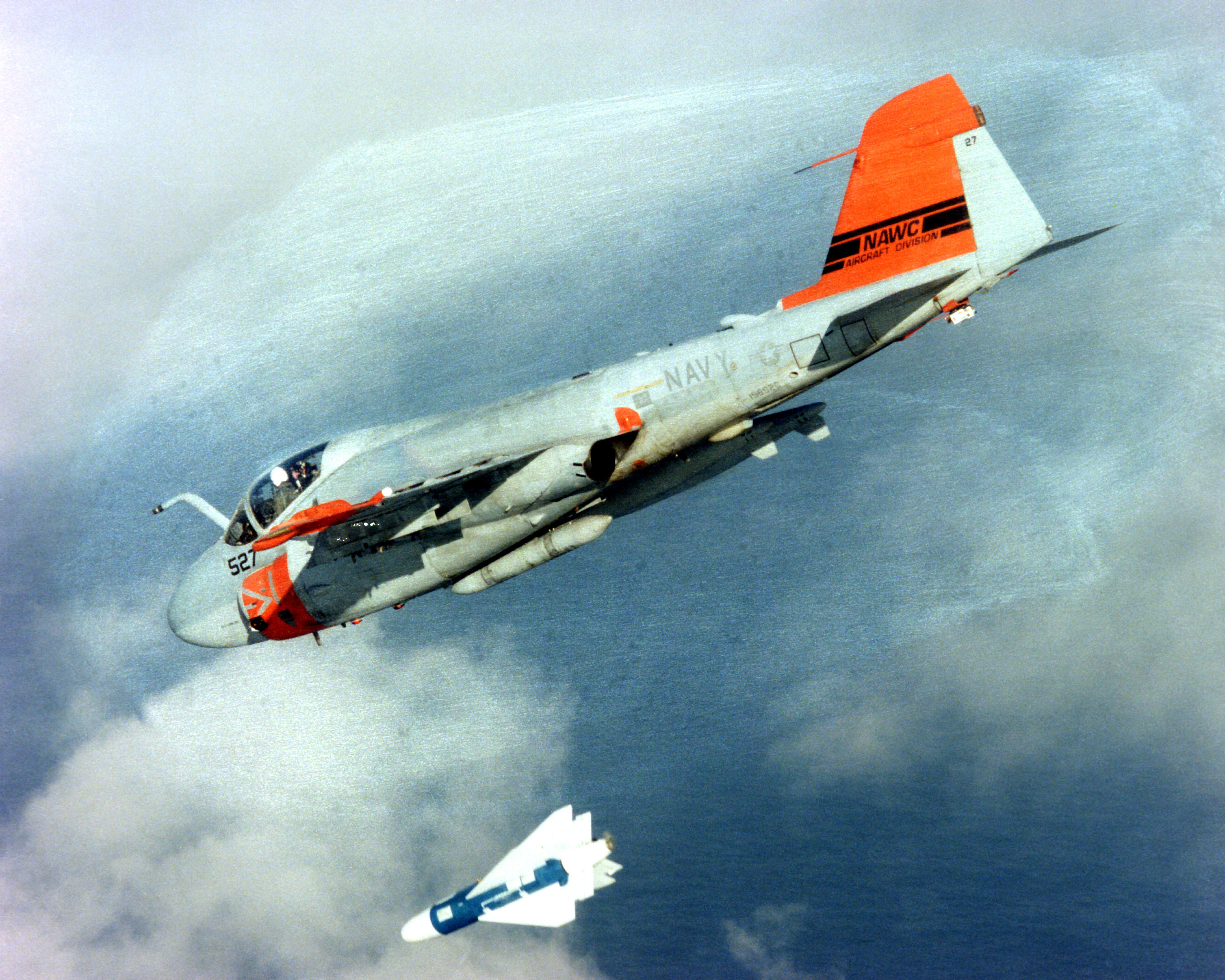
Un A-6 rilascia il missile Walleye II

L'elettronica di missione, integrata nel complesso di navigazione ed attacco digitale DIANE ("Digital integrated attack and navigation equipment") comprende anzitutto un computer centrale digitale Litton ASQ-61 (modello A) oppure IBM ASQ-133 (Sull'A-6E), un doppio radar Norden APQ-92 o 112 (A) poi passato al -148, almeno nel modello E di ultima produzione, che è ospitato dietro al grande radome prodiero. Esso ha capacità di ricerca e attacco, navigazione e cartografia.
Il sistema di navigazione ogni tempo comprendeva la piattaforma di navigazione ASN-31 (A-6 A) o -92 (E), un sofisticato pilota automatico, un radar altimetro che dava un allarme di prossimità del terreno, un radar di navigazione Doppler APN-153, ed altri dispositivi che davano all'Intruder, per la prima volta al mondo, una capacità di volo ed attacco sotto l'orizzonte radar in condizioni ogni tempo.
La macchina era capace di volare con sicurezza a circa 150-250 metri d'altezza, qualcosa di più della generazione successiva di interdittori, ma pur sempre un risultato notevolissimo per l'epoca. Altri dispositivi ricoprivano la necessaria difesa ECM, nel caso in cui la bassa quota non fosse da sola sufficiente alla protezione del velivolo: si trattava del disturbatore ALQ-41 o del più recente ALQ-100-126, delle antenne per un apparato RWR di vario tipo e di un sensore per l'allarme missilistico. Infine erano presenti le apparecchiature radio HUF e VHF, l'IFF e altri sistemi minori.
Riassunto delle dotazioni avioniche A-6A/A-6:
- Radar principale: APQ-92, 112/148, 156 (A-6E/TRAM)
- Radar altimetro: APN-141
- Radar doppler: APN-153
- Calcolatore centrale: ASQ-61/ASQ-133
- Allarme radar: ALR-45 o ALR 67
- Allarme missilistico: AL-50
- ECM: ALQ-41/ALQ-100 o 126

### Armamento
L'armamento non comprendeva alcun cannone fisso, ma verteva esclusivamente su lanciatori multipli per armi di vario genere, con una capacità di circa 1.500 kg, per cui i quattro punti d'aggancio sotto le ali e quello posto sotto la fusoliera avevano in tutto circa 8.100 kg di carico utile disponibile. A differenza di altri aerei questo carico utile veniva impiegato anche in situazioni pratiche, come nel caso del trasporto di 24-30 bombe da 227 kg Mk 82, quattro missili AGM-84 Harpoon o bombe laser Paveway, missili AGM-88 HARM e altri carichi ancora, trasportabili su un raggio di circa 700 km a bassa quota.
La riduzione del raggio d'azione a causa di un'eventuale necessità di dare piena potenza ai motori non era molto elevata, per via del fatto che essi non avevano il postbruciatore e mancavano quindi degli altissimi consumi che derivano dal suo impiego. Solo occasionalmente erano trasportati i missili aria-aria AIM-9 Sidewinder a scopo difensivo, anche se il velivolo era assai manovriero quando privo di carichi esterni.

### Versioni
- A-6A: modello basico entrato in servizio nel 1963, con un totale di 488 esemplari costruiti, pare che la versione base avesse un problema elettromeccanico che, sotto stress portava al collasso dei motori; i piloti dovevano provare le procedure di accensione, come ultima procedura bisognava letteralmente prendere a calci il computer di bordo situato tra i piloti. A causa di questo Bug in Vietnam si contarono 18 velivoli persi per questo motivo.
- EA-6A: versione per i Marines dotata di apparecchiature elettroniche potenziate per operare come macchina da disturbo elettronico e attacco; 27 costruiti dal 1963.
- A-6B: l'elettronica era degradata per l'impiego come macchina diurna, ma senza molto seguito. Costruiti in appena 19 macchine tra il 1962 e il 1967, poi convertiti in A-6E
- A-6C: dotato di un sensore TRIM, che consentiva di individuare veicoli in movimento ed altri piccoli bersagli, fece da predecessore al successivo A-6E ma la torretta, che aveva un sensore LLTV e un FLIR, non era munita di designatore laser
- KA-6D: A-6A convertiti per compiti di aerorifornimento. Pare che essi mantenessero una limitata capacità di attacco, anche se questa era solo teorica, data la grande necessità di aerocisterne per le forze aeronavali dell'US Navy. Furono costruiti 87 esemplari sulla base dell'A-6 e anche alcuni sulla base dell'A-6E.
- A-6E: modello migliorato rispetto al predecessore, con una dotazione avionica aggiornata, motori leggermente più potenti e, soprattutto, nella sottoversione A-6E TRAM, standard a cui gli E vennero aggiornati per la pressoché totalità. Erano disponibili una piccola torretta semisferica (stabilizzata giroscopicamente) con l'omonimo sensore, un apparato IR con telemetro-designatore laser, che consentiva all'Intruder di vedere in condizioni difficili i bersagli e colpirli con armi laser-guidate, con ogni aereo operante in maniera autonoma rispetto ad altri velivoli. Il TRAM, basato su una torretta Hughes AA-33, era posto nella parte prodiera della fusoliera sotto il radome, in posizione asimmetrica. Il primo A-6E decollò nel febbraio 1970 e ne vennero ottenuti 240 da precedenti A-6A, scelti tra quelli nelle migliori condizioni, oltre a 195 di nuova produzione. A partire dal 1974 volò l'A-6E/TRAM che ha visto circa 305 esemplari, dati da conversioni di altrettanti A-6E, come anche esemplari costruiti già a questo standard. Dopo una serie di fenomeni di fatica dei metalli alle ali, circa l'85% della flotta fu dotata di nuove ali in materiale composito (grafite/resine/titanio/alluminio). La nuova ala apportò comunque un miglioramento solo parziale perché, essendo più rigida, provocò fenomeni di fatica nella fusoliera.
- A-6F: A-6 di terza generazione, con un'avionica rinnovata totalmente e concepito anche per la funzione di intercettore a lungo raggio; due esemplari costruiti dal 1987 ma senza nessun seguito.
- A-6G: si trattava di A-6E ricostruiti con l'avionica dell'F, ma senza seguito.

## Impiego

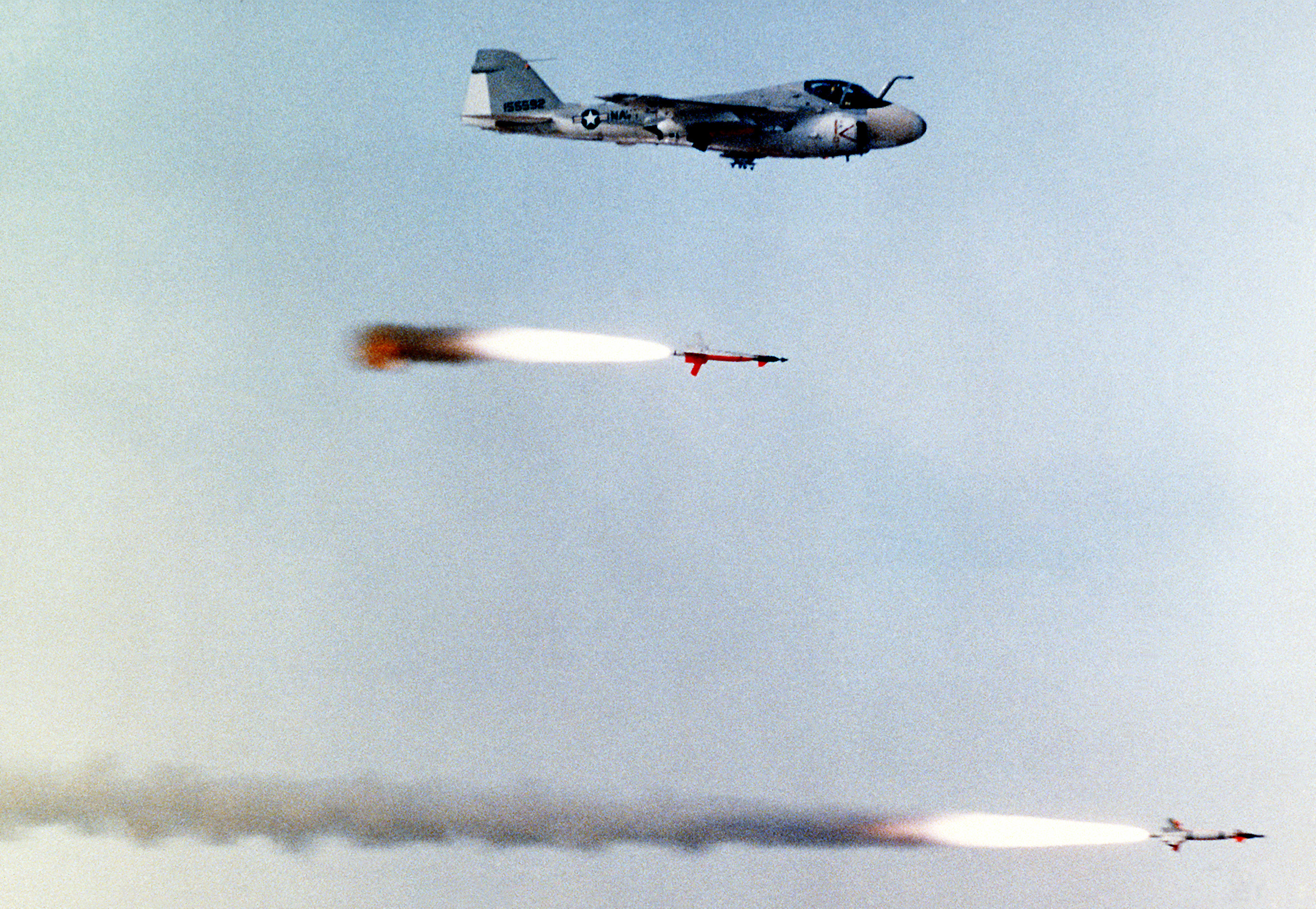
Un A-6 mentre lancia due missili AGM-123 Skipper II

Il nuovo bombardiere Grumman venne consegnato in due esemplari ai reparti di addestramento giù durante il febbraio 1963, e ben presto divenne il principale aereo d'attacco pesante delle portaerei statunitensi, inizialmente concepito soprattutto come interdittore nucleare, anche se la storia e la politica lo valorizzarono ben presto nel suo compito di "camion portabombe".
L'Intruder venne usato estensivamente durante la guerra del Vietnam, durante la quale eseguì bombardamenti sia ad alta che a bassa quota, a seconda se stesse colpendo il Sud o il Nord. La prima missione venne eseguita da 12 macchine del VA-75 già nel luglio 1965. Circa una sessantina di velivoli andarono perduti, inclusi due che vennero sorpresi da J-6 cinesi, ed abbattuti senza scampo data la differenza di prestazioni e velocità, nonché la mancanza in quella missione di armi aria-aria.
È sorprendente che un tale apparecchio, disponibile praticamente fin dall'inizio del conflitto, ebbe una parte tanto poco ricordata, anche se non poteva certo cambiare l'esito finale della guerra da solo, sebbene fosse potente e difficilmente intercettabile per le pur fortissime difese antiaeree nord vietnamite. Esso eseguì sicuramente migliaia di missioni operative, spesso con carichi superiori a 5 tonnellate. Differentemente da macchine come il Panavia Tornado, l'Intruder aveva gran parte (se non tutto) del carburante in serbatoi interni, oltre agli apparati ECM; pertanto le sue capacità di carico pratiche non erano molto inficiate da altri carichi. I pochi punti d'aggancio potevano trasportare due triplette di bombe in tandem l'uno, e carichi di 18-24 Mk.82 erano tutt'altro che rari. Bisogna dire che la macchina non aveva un sistema di pilotaggio "senza mani" come i successivi interdittori quali l'F-111, per cui esso tendeva a volare, in condizioni notturne, ad una quota maggiore, che lo rendeva sensibilmente più vulnerabile. Una delle cose notevoli dell'Intruder, probabilmente dovuta alla sua fusoliera "a goccia allungata", con la parte poppiera molto rastremata, era la possibilità di superare la velocità del suono, nonostante la debolezza dell'apparato motore, ma la sua velocità tipica in crociera era di circa 740 km/h, un valore molto basso. Vennero eseguite anche missioni di disturbo ECM e di attacco con missili anti-radar.
Passata la guerra in estremo oriente, venne impiegato in altri conflitti, come l'attacco su obiettivi in Libano del 1983, quando uno degli aerei venne abbattuto durante un volo a media quota, scelta tattica per limitare i rischi della contraerea leggera. Poi vennero usati con successo nell'attacco alla Libia nel 1986 (operazione Attain Document), quando attaccarono con missili e bombe alcune navi libiche distruggendone alcune e danneggiandone altre, e poi distrussero alcuni aerei sulla base di Bengasi. La tensione estrema che ne derivò venne stemperata dalla catastrofe di Chernobyl, di poco successiva.
Durante il 1987 crivellarono con missili Harpoon e LGB una corvetta ed una fregata iraniane nell'ambito dell'operazione Praying Mantis, il maggior scontro navale di superficie sostenuto dalla US Navy dopo la seconda guerra mondiale.
Ma l'ultima azione di rilievo fu l'operazione Desert Storm del 1991, quando almeno 140 macchine operarono sia da basi a terra che soprattutto con i reparti imbarcati. Almeno 5 vennero persi, ma i risultati vennero giudicati molto positivamente. Per migliorare la quota di attacco notturna, poste condizioni meteo adeguate, vennero adottati all'epoca occhiali NVG per i membri dell'equipaggio, tali da rendere possibile il volo senza usare il radar a quote molto basse. Il FLIR della torretta TRAM non è un apparato per il volo di crociera, ma solo per la localizzazione ed attacco finale.

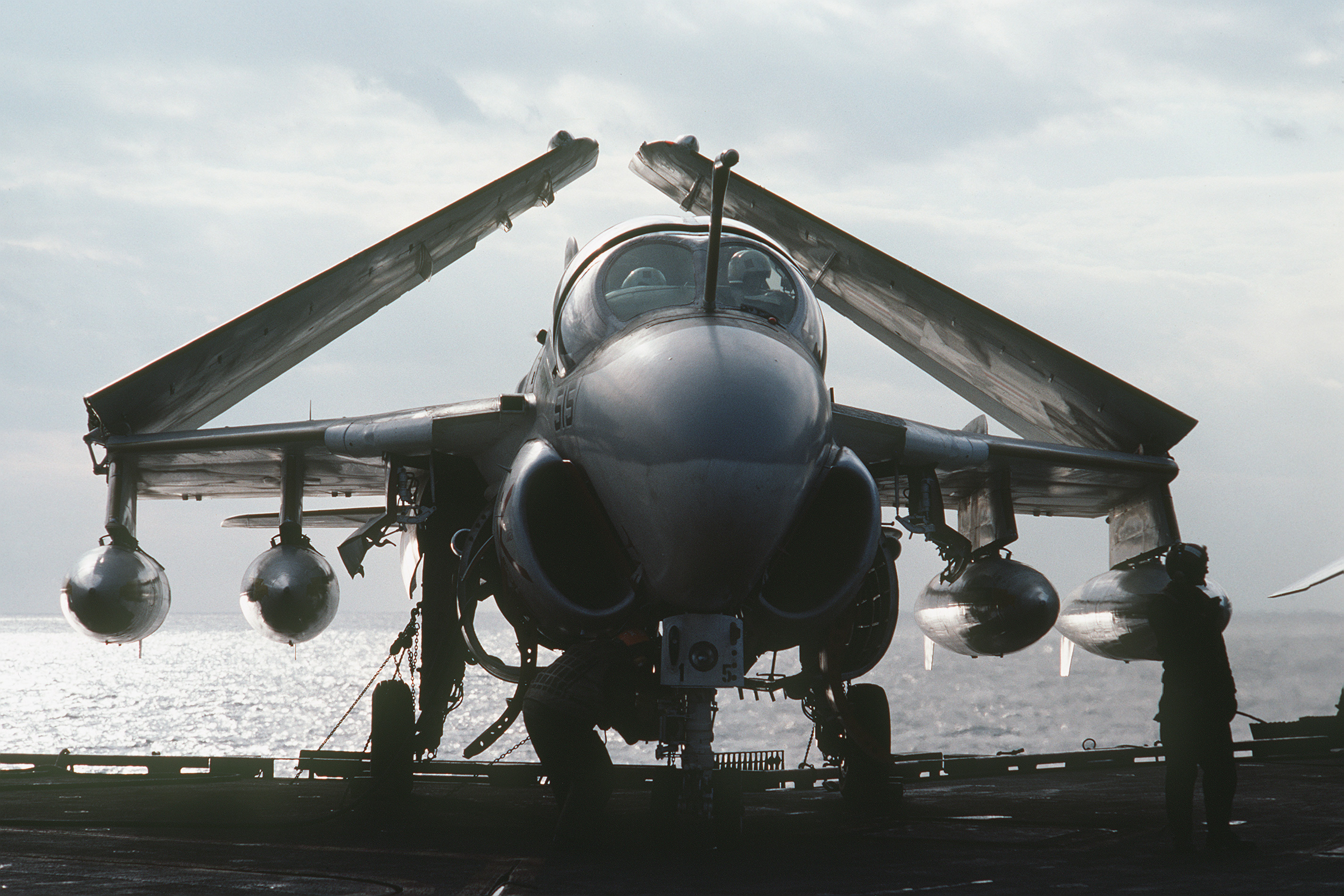
A bordo della USS Midway con le ali ripiegate

L'Intruder, che aveva equipaggiato 5 squadroni dei Marines ed uno di ciascun stormo aereo dell'US Navy, in genere con 14 macchine (4-5 aerocisterne ed il resto bombardieri standard), ha avuto una carriera intensa, ma il suo pensionamento venne deciso da alcuni fattori concomitanti. Il modello A-6F, dotato di motori F404 (quelli dell'F-18, ma senza postbruciatore) e di un'elettronica rinnovata, con radar tale da guidare addirittura i missili AIM-120 AMRAAM per supportare i caccia principali contro gli attacchi dei bombardieri sovietici, avrebbe dovuto essere una misura adeguata per consentire il prolungamento dell'operatività della macchina, ma lo sviluppo dell'A-12 Avenger II (un progetto della McDonnell Douglas e della General Dynamics) drenò tutte le risorse e soprattutto sembrava offrire un potenziale (come le doti stealth) decisamente superiore. Venne allora proposta la versione economica A-6G, con la conversione di 167 A-6E con l'elettronica del previsto F. Nemmeno questo avvenne, e poco dopo anche l'A-12 venne cancellato per i costi elevatissimi e senza che l'US Navy avesse potuto risolvere i propri problemi di sviluppo.
Quando l'Avenger II venne abbandonato, era ormai troppo tardi per riesumare l'A-6F/G, o così venne pensato allora, e così questo pose fine alle speranze di continuare la lunga carriera dell'Intruder, terminata verso la fine degli anni novanta.
Nessun Intruder venne mai esportato, malgrado le sue buone qualità.
La versione derivata EA-6B Prowler, quadriposto equipaggiato di missili HARM e di un sistemati disturbo ALQ-99 sistemato per la massima parte in pod subalari (fino a 5, normalmente 2 o 3), continua però a prestare servizio come aereo da guerra elettronica di grandi capacità.
Attualmente alcuni Intruder giacciono pacificamente, assieme a carri armati M60, su bassi fondali marini per la creazione di barriere coralline artificiali.

## Livree
La livrea degli A-6 di tutte le versioni sia dell'US Navy che dell'USMC era inizialmente quella usata per tutti gli aerei imbarcati con grigio chiaro FS36440 su tutte le superfici superiori e laterali e bianco lucido FS17875 per tutte le superfici inferiori e le superfici mobili di controllo.
Nel 1978 la livrea divenne interamente grigio chiaro FS36440.
Nei primi anni ottanta venne introdotta per tutti gli aerei dell'US Navy e USMC una nuova livrea basata su diverse tonalità di grigio, usati anche per le insegne al posto dei colori vistosi.
Per gli Intruder, compresi i KA-6D, la livrea era grigio medio FS36320 sulle superfici superiori e laterali del muso e delle prese d'aria dei motori, su un terzo anteriore delle superfici superiori delle ali, superfici superiori dei bordi d'attacco dei piani di coda, superfici laterali della fusoliera e della deriva, e tutto il resto grigio chiaro FS36375.
Per i Prowler la livrea è grigio medio FS36320 sulle superfici superiori con grigio chiaro FS36375 attorno all'abitacolo, grigio bluastro FS35237 sul pannello antiriflesso di fronte all'abitacolo, bordi delle prese d'aria, un terzo anteriore delle superfici superiori di ali e piani di coda e bordi anteriori dei pod ECM, e grigio chiaro FS36375 sulle superfici inferiori.

## Modellismo
- (EN) A-6 Intruder, in Cybermodeler Online, http://www.cybermodeler.com, 14 maggio 2013. URL consultato il 17 maggio 2013.

## L'Intruder nella cultura di massa
- Nel film del 1991 L'ultimo attacco (Flight of The Intruder), ispirato all'omonimo romanzo di Stephen Coonts, in cui il protagonista Jake Grafton è un pilota di A-6 Intruder che combatte nella guerra del Vietnam. Sempre in ambito cinematografico, l'A-6 compare in alcune scene del film We Were Soldiers - Fino all'ultimo uomo. Appare inoltre tra i velivoli imbarcati della portaerei americana USS Nimitz nel film del 1980 Countdown dimensione zero.
- In ambito videoludico l'A-6 Intruder è tra i velivoli pilotabili nei videogiochi Ace Combat, Carrier Air Wing e Tom Clancy's H.A.W.X.[2]. Appare inoltre, in versione E, in Deadly Skies III[3].